# Secrétaire d'État au Logement, aux Communautés et aux Collectivités locales du cabinet fantôme
Le Secrétaire d'État au Logement, aux Communautés et aux Collectivités locales du cabinet fantôme est le principal porte-parole de l'opposition officielle du Royaume-Uni sur les questions liées au département des Communautés et du Gouvernement local (CLG).
La secrétaire actuelle est Kemi Badenoch.

## Secrétaire d'État pour l'environnement, des transports et des régions (1997–2001)
| Nom | Nom              | Nom | Début de mandat | Fin de mandat     | Parti politique | Leader        |
| --- | ---------------- | --- | --------------- | ----------------- | --------------- | ------------- |
|     | Norman Fowler    |     | 11 juin 1997    | 1er juin 1998     | Conservateur    | William Hague |
|     | Gillian Shephard |     | 1er juin 1998   | 14 juin 1999      | Conservateur    | William Hague |
|     | John Redwood     |     | 14 juin 1999    | 2 février 2000    | Conservateur    | William Hague |
|     | Archie Norman    |     | 2 février 2000  | 18 septembre 2001 | Conservateur    | William Hague |

## Secrétaire d'État pour l'environnement, gouvernement local et des régions (2001–2002)
| Nom | Nom         | Nom | Début de mandat   | Fin de mandat | Parti politique | Leader            |
| --- | ----------- | --- | ----------------- | ------------- | --------------- | ----------------- |
|     | Theresa May |     | 18 septembre 2001 | 6 juin 2002   | Conservateur    | Iain Duncan Smith |

## Secrétaire d'État des collectivités locales et des régions (2002)
| Nom | Nom          | Nom | Début de mandat | Fin de mandat   | Parti politique | Leader            |
| --- | ------------ | --- | --------------- | --------------- | --------------- | ----------------- |
|     | Eric Pickles |     | 6 juin 2002     | 23 juillet 2002 | Conservateur    | Iain Duncan Smith |

## Secrétaire d'État pour le Bureau du vice-premier ministre (2002–2003)
| Nom | Nom         | Nom | Début de mandat | Fin de mandat    | Parti politique | Leader            |
| --- | ----------- | --- | --------------- | ---------------- | --------------- | ----------------- |
|     | David Davis |     | 23 juillet 2002 | 11 novembre 2003 | Conservateur    | Iain Duncan Smith |

## Secrétaire d 'Etat aux Affaires gouvernementales locales et décentralisées (2003–2005)
| Nom | Nom              | Nom | Début de mandat  | Fin de mandat | Parti politique | Leader         |
| --- | ---------------- | --- | ---------------- | ------------- | --------------- | -------------- |
|     | David Curry      |     | 11 novembre 2003 | 15 mars 2004  | Conservateur    | Michael Howard |
|     | Caroline Spelman |     | 15 mars 2004     | 6 mai 2005    | Conservateur    | Michael Howard |

| Secrétaire d'État pour le gouvernement local | Secrétaire d'État pour le gouvernement local | Secrétaire d'État pour le gouvernement local | Secrétaire d'État pour le gouvernement local | Secrétaire d'État pour le gouvernement local | Secrétaire d'État pour les régions | Secrétaire d'État pour les régions | Secrétaire d'État pour les régions | Secrétaire d'État pour les régions | Secrétaire d'État pour les régions | Parti politique | Cabinet fantôme |
| Nom                                          | Nom                                          | Nom                                          | Début de mandat                              | Fin de mandat                                | Nom                                | Nom                                | Nom                                | Début de mandat                    | Fin de mandat                      | Parti politique | Cabinet fantôme |
| -------------------------------------------- | -------------------------------------------- | -------------------------------------------- | -------------------------------------------- | -------------------------------------------- | ---------------------------------- | ---------------------------------- | ---------------------------------- | ---------------------------------- | ---------------------------------- | --------------- | --------------- |
|                                              | Eric Pickles                                 |                                              | 11 novembre 2003                             | 6 mai 2005                                   |                                    | Bernard Jenkin                     |                                    | 11 novembre 2003                   | 6 mai 2005                         | Conservateur    | Michael Howard  |

## Secrétaire d'Etat aux Affaires gouvernementales locales et Communautés (2005)
| Nom | Nom              | Nom | Début de mandat | Fin de mandat   | Parti politique | Leader         |
| --- | ---------------- | --- | --------------- | --------------- | --------------- | -------------- |
|     | Caroline Spelman |     | 6 mai 2005      | 5 décembre 2005 | Conservateur    | Michael Howard |

## Secrétaire d'État pour l'Office du vice-premier ministre (2005–2006)
| Nom | Nom              | Nom | Début de mandat | Fin de mandat |              | Leader        |
| --- | ---------------- | --- | --------------- | ------------- | ------------ | ------------- |
|     | Caroline Spelman |     | 5 décembre 2005 | 6 mai 2006    | Conservateur | David Cameron |

## Secrétaire d'État pour les communautés et du gouvernement local (2006–2021)
| Nom | Nom              | Nom | Début de mandat   | Fin de mandat     | Parti politique | Leader         |
| --- | ---------------- | --- | ----------------- | ----------------- | --------------- | -------------- |
|     | Caroline Spelman |     | 6 mai 2006        | 2 juillet 2007    | Conservateur    | David Cameron  |
|     | Eric Pickles     |     | 2 juillet 2007    | 19 janvier 2009   | Conservateur    | David Cameron  |
|     | Caroline Spelman |     | 19 janvier 2009   | 11 mai 2010       | Conservateur    | David Cameron  |
|     | John Denham      |     | 11 mai 2010       | 8 octobre 2010    | Travailliste    | Harriet Harman |
|     | Caroline Flint   |     | 8 octobre 2010    | 7 octobre 2011    | Travailliste    | Ed Miliband    |
|     | Hilary Benn      |     | 7 octobre 2011    | 11 mai 2015       | Travailliste    | Ed Miliband    |
|     | Emma Reynolds    |     | 11 mai 2015       | 14 septembre 2015 | Travailliste    | Harriet Harman |
|     | Jon Trickett     |     | 14 septembre 2015 | 27 juin 2016      | Travailliste    | Jeremy Corbyn  |
|     | Grahame Morris   |     | 27 juin 2016      | 7 octobre 2016    | Travailliste    | Jeremy Corbyn  |
|     | Teresa Pearce    |     | 7 octobre 2016    | 14 juin 2017      | Travailliste    | Jeremy Corbyn  |
|     | Andrew Gwynne    |     | 14 juin 2017      | 6 avril 2020      | Travailliste    | Jeremy Corbyn  |
|     | Steve Reed       |     | 6 avril 2020      | 29 novembre 2021  | Travailliste    | Keir Starmer   |

## Secrétaire d'État au Nivellement supérieur, au Logement et aux Communautés (2021-2024)
| Nom | Nom           | Nom | Début de mandat  | Fin de mandat    | Parti politique | Leader       |
| --- | ------------- | --- | ---------------- | ---------------- | --------------- | ------------ |
|     | Lisa Nandy    |     | 29 novembre 2021 | 4 septembre 2023 | Travailliste    | Keir Starmer |
|     | Angela Rayner |     | 4 septembre 2023 | 5 juillet 2024   | Travailliste    | Keir Starmer |

## Secrétaire d'État au Logement, aux Communautés et aux Collectivités locales (depuis 2024)
| Nom | Nom           | Nom | Début de mandat | Fin de mandat | Parti politique | Leader      |
| --- | ------------- | --- | --------------- | ------------- | --------------- | ----------- |
|     | Kemi Badenoch |     | 8 juillet 2024  | en cours      | Conservateur    | Rishi Sunak |